# تفسیر طبری
تفسیر طبری یا جامع البیان عن تاویل القرآن، تفسیری از قرآن نوشتهٔ محمد بن جریر طبری، محدث، فقیه، مفسر و مورخ سده سوم هجری قمری است.

## زندگی نویسنده
طبری در نوجوانی علوم مختلفی را از علمای عراق و شام و مصر آموخت و تا زمان مرگش ساکن بغداد بود. طبری در علوم تبحر پیدا کرد و حافظ و عارف به قرآن و معانی و احکام شد. او راجع به صحابه و تابعان و زمان‌های بعد از آن آگاهی داشت. از همین رو، کتاب تاریخ طبری را نگاشت. سپس کتاب تفسیر قرآن «جامع البیان عن تاویل القرآن» را نگاشت که به تفسیر طبری شهرت پیدا کرد. طبری سنی مذهب بود ولی برخی او را شیعه می‌دانند. (یکی از دلایل انتساب به هر دو فرقه «میانه‌روی و انصاف» وی در بیان تاریخی موارداست.) وی در سال ۳۱۰ هجری قمری در سن ۸۶ سالگی در بغداد درگذشت.

## تفسیر طبری
تفسیر طبری، یکی از قدیمی‌ترین تفسیرهای عربی روایی قرآن در قرن سوم هجری در بین مسلمانان است. این تفسیر اگر چه عنوانش در خود کتاب ذکر نشده ولی طبری در کتاب دیگرش، تاریخ طبری آن را «جامع البیان عن تاویل آیات القرآن» نامیده‌است. البته این تفسیر صرفاً تفسیر روایی نیست، زیرا در آن به مباحث و مسائل کلامی توجه شده و نظرهای مؤلف در نقل احادیثی دال بر موضع کلامی‌اش، بیان شده‌است.

### توضیحات طبری
مؤلف در مقدمه کتاب به تفصیل به مبانی نگارش خود می‌پردازد. وی تلاش کرده‌است در کنار روایات تفسیری گذشته از زبان عربی نیز به عنوان ابزاری برای تفسیر استفاده کند، به همین خاطر با طرح دو مبحث کلامی دو استدلال بر دیدگاه خود آورده و زبان قرآن را زبان عربی خالص معرفی کرده که بر ۷ لهجه از زبان قوم عرب نازل شده‌است؛ لذا زبان مهم‌ترین نقش را در تفسیر او بازی می‌کند.
وی همچنین آیات قرآن را از حیث تفسیر پذیری به سه دسته تقسیم می‌کند: آیاتی که تنها خداوند تفسیر آن را می‌داند، آیاتی که تنها از طریق پیامبر تفسیر شده‌است، آیاتی که هر آشنای با زبان عربی می‌تواند آن را تفسیر کند.

### نحوه نگارش
وی پس از ذکر هر آیه ابتدا دیدگاه خود را با استفاده از توضیح واژگان و اصطلاحات مشکل ارائه می‌دهد و سپس ذکر سبب نزول را بیان  می‌کند. در ادامه با نقل کامل سلسله سند به ذکر روایات مربوط به آن آیه می‌پردازد و در انتها به داوری میان آنها نشسته و سرانجام رای خود را محتاطانه و کوتاه بیان می‌کند.

### اصول تفسیری طبری
وی برای انتخاب دیدگاه صحیح بر اساس روایات بدین گونه عمل می‌کند: ترجیح دیدگاه اجماع علما، ترجیح نظر مفسران بر نظر لغت‌شناسان در صورت تعارض، ترجیح معنای ظاهری آیه تا زمانی که دلیل قرآنی یا روایی برای کنار گذاشتن آن وجود نداشته باشد. حاکم بودن دیدگاه سازگار با متن، لفظ و رسم‌الخط قرآن، حاکم بودن دیدگاه هماهنگ با شیوه عموم بیان عرب.

### وجه تمایز
شاخص‌ترین ویژگی تفسیر طبری نسبت به سایر تفاسیر این بود که دائره المعارفی از روایات تفسیری بود و با پرداختن به نقد روایات دوره نگارش تفاسیر محض به پایان برسد. همین مسئله و نیز حجم روایات مورد استفاده در طبری موجب گشت تا تفسیر جامع البیان از نظر مضمون منبع پرمایه‌ای باشد و الگوی غالب تفاسیر پس از خود گردد.

### ویژگی‌ها
تفسیر طبری با نقل ۴۰۰ هزار روایت منبع مناسبی برای تفاسیر دیگر قرار گرفت و همچنین باعث شده بسیاری از روایاتی که مفقود شده‌است در آنجا یافت و مورد بازبینی قرار بگیرد.
طبری در نگارش این تفسیر از دیدگاه دانشمندان در هر علوم برای تفسیر خود بهره می‌گرفت لذا کتاب وی منبعی ارزشمند برای وضعیت علوم در آن روزگار و شناخت جریانات فکری به‌شمار می‌آید.

### معایب و ضعف‌ها
طبری برخی آیات مربوط به قصص قرآنی رااز روایات اسرائیلی بدون نقد و بررسی آنها نقل می‌کند. هر چند باید گفت که استفاده از روایات اسرائیلی در آن روزگار امری رایج بوده‌است.
طبری همچنین از ذکر قصص قرآنی امتناع کرده‌است و علم به تفصیلات داستان را بی فایده دانسته‌است.
از آنجا که طبری بر مذهب غیر امامیه بوده‌است لذا به روایات تفسیری و فقهی امامیه نپرداخته‌است و روایاتی که در اعتقاد امامیه در شان ائمه نازل شده را ذکر نکرده‌است و آن را جایز به به حمل بر معنی عام دانسته‌است. همچنین اگر ضمن تفسیر آیه‌ای به ذکر فضائل اهل بیت پرداخته، موضع اهل سنت را بیان کرده‌است.
گرچه مقایسه دو کتاب وی یعنی تفسیر طبری و تاریخ طبری و بهره‌گیری از تفاسیر شیعی در کتاب تاریخ خود نشان از تحول فکری او در گرایش به دیدگاه‌های شیعی و گروه‌های عقل‌گرا پس از نگارش این اثر دارد.

### تفاوت میان ایرانی و مجوسیت
او در تفسیرش میان فضائل قوم ایرانی و آنچه رذایل مجوسیت می‌شمارد، تفاوت می‌گذارد و از همین رو روایاتی در تمجید از قوم ایرانی و سلمان فارسی از پیامبر نقل می‌کند.

## تفسیر طبری در بیان دیگران
این تفسیر مورد توجه علمای بعد از طبری قرار گرفت. ابن ندیم، آن را کتابی خواند که بهتر از آن نوشته نشده‌است. ابوحامد احمد اسفراینی فقیه: اگر کسی برای دستیابی به این کتاب، تا چین سفر کند، کار چندان بزرگی نکرده‌است. ابن تیمیه حنبلی مذهب: تفسیر طبری را باید از صحیح‌ترین تفاسیر بدانیم. این تفسیر تأثیر زیادی بر مفسران بعد از خود نیز گذاشت و غالب مفسران در تفسیر آیات، به نظر او اشاره کرده‌اند، از جمله: علی بن احمد واحدی (متوفی ۴۶۸)، عالمان اندلسی، شیخ طوسی، محمدبن احمد قرطبی (متوفی ۶۷۱)، ابوبکر محمدبن عبدالله ابن عربی مالکی (متوفی ۵۴۳). هرچند که باید بگوییم که شیخ طوسی در مقدمه تفسیرش، به افراط طبری در تفصیل مطالب اشاره کرده و آن را نقص کار او می‌داند ولی مکرراً در تفسیر خود، از آرای طبری بهره برده‌است.

## ترجمهٔ فارسی تفسیر طبری
تفسیر محمّد بن جریر طبری از قرآن در زمان سلطنت منصور بن نوح بن نصر بن احمد بن اسمعیل سامانی، در نیمه دوم قرن چهارم هجری، به وسیله علما و فقهای ماوراءالنّهر از عربی به فارسی ترجمه شده‌است. در مورد نوع نگارش و ترجمه به فارسی باید خاطر نشان کرد شیوه نگارش نیز پر معنا بوده، زیرا برخلاف آنچه در متن چاپی دیده می‌شود، ظاهراً مترجمان هیچ‌گاه ترجمه قرآن را جدا از متن قرآن نقل نمی‌کرده‌اند، بلکه زیر هر یک از واژگان قرآن، معادل آن را می‌نهاده‌اند. این شیوه، بی‌تردید رایج‌ترین شیوه ترجمه طی هزار سال بوده‌است.

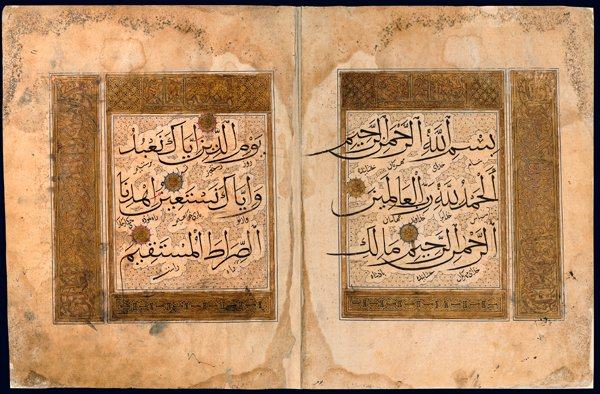
نمایی از یک نسخهٔ جلد اول ترجمه فارسی قرآن تفسیر طبری، مرتبط با قرن سیزدهم